# Займищенська сільська рада
За́ймищенська сільська́ ра́да — адміністративно-територіальна одиниця та орган місцевого самоврядування у Сновському районі Чернігівської області. Адміністративний центр — село Займище.

## Загальні відомості
Займищенська сільська рада утворена в 1993 році.
- Територія ради: 27,624 км²
- Населення ради: 502 особи (станом на 2001 рік)

## Населені пункти
Сільській раді були підпорядковані населені пункти:
- с. Займище

## Склад ради
Рада складалася з 12 депутатів та голови.
- Голова ради: Куценко Леонід Павлович
- Секретар ради: Омеляненко Наталія Володимирівна

### Керівний склад попередніх скликань
| ПІБ                     | Основні відомості                                                 | Дата обрання | Дата звільнення |
| ----------------------- | ----------------------------------------------------------------- | ------------ | --------------- |
| Куценко Леонід Павлович | Сільський голова, 1948 року народження, освіта вища, безпартійний | 26.03.2006   | 31.10.2010      |
| Куценко Леонід Павлович | Сільський голова, 1948 року народження, освіта вища, безпартійний | 31.10.2010   |                 |

Примітка: таблиця складена за даними джерела

### Депутати
За результатами місцевих виборів 2010 року депутатами ради стали:

#### За суб'єктами висування
| Суб'єкт висування | Кількість обраних депутатів | %    |
| ----------------- | --------------------------- | ---- |
| Партія регіонів   | 9                           | 75   |
| Народна партія    | 2                           | 16,7 |
| Самовисування     | 1                           | 8,3  |

#### За округами
| № округу        | Прізвище, ім'я, по батькові         | Дата визнання обраним | Освіта             | Партійна приналежність | Відомості про обраного депутата                           |
| --------------- | ----------------------------------- | --------------------- | ------------------ | ---------------------- | --------------------------------------------------------- |
| Народна Партія  |                                     |                       |                    |                        |                                                           |
| 5               | Білогуб Микола Олександрович        | 05.11.2010            | середня спеціальна | позапартійний          | Займищанський радарайагролісгосп, охоронець лісу          |
| 11              | Росік Федір Федорович               | 05.11.2010            | середня спеціальна | позапартійний          | Корюківський лісгосп, майстер лісу                        |
| Партія регіонів |                                     |                       |                    |                        |                                                           |
| 2               | Ротозій Михайло Іванович            | 05.11.2010            | середня спеціальна | позапартійний          | пенсіонер                                                 |
| 3               | Ушата Віта Віталіївна               | 05.11.2010            | вища               | позапартійна           | Займищанська сільська рада, бухгалтер                     |
| 4               | Репняк Валентина Григорівна         | 05.11.2010            | середня спеціальна | позапартійна           | центр поштового звя"язку № 4, листоноша                   |
| 6               | Ломонос Наталія Вікторівна          | 05.11.2010            | середня спеціальна | позапартійна           | тимчасово не працює                                       |
| 7               | Гетьманенко Володимир Олександрович | 05.11.2010            | середня            | позапартійний          | Займищанський райавтодор, тракторист                      |
| 8               | Боровська Олена Олександрівна       | 05.11.2010            | середня спеціальна | позапартійна           | ПСП «Промінь», доярка                                     |
| 9               | Єфіменко Алла Миколаївна            | 05.11.2010            | середня            | позапартійна           | Займищанський фельдшерсько-акушерський пункт, завідувачка |
| 10              | Омеляненко Наталія Володимирівна    | 05.11.2010            | вища               | позапартійна           | Займищанська сільська рада, секретар                      |
| 12              | Заглада Галина Іллівна              | 05.11.2010            | вища               | позапартійна           | УПСЗН, соціальний працівник                               |
| Самовисування   |                                     |                       |                    |                        |                                                           |
| 1               | Комісаренко Анатолій Олександрович  | 05.11.2010            | середня            | позапартійний          | ТОВ «Нефіда», оператор                                    |